# Thereza Dillwyn Llewelyn
Thereza Dillwyn Llewelyn (Glamorganshire 1834 - 21 de febrero de 1926) fue una astrónoma galesa y pionera en fotografía científica.

## Biografía
Thereza Dillwyn Llewelyn junto con sus padres y su familia extensa participó activamente en los campos de la ciencia en la fotografía, el primo de su madre fue el fotógrafo Henry Fox Talbot, y su tía, Mary Dillwyn, una de las primeras fotógrafas de Gales. Sus primas eran las hermanas novelista e industrial Amy Dillwyn y la lepidópterologa Mary De la Beche Nicholl.

### Trabajo científico y fotografía
Desarrolló un interés por la fotografía y la astronomía poco común para las mujeres en la época victoriana. Casada con Nevil Story-Maskelyne, profesor de mineralogía en la Universidad de Oxford, a través de él, inició correspondencia con Charles Darwin. Debido al interés de Thereza Llewelyn por la astronomía, su padre construyó un observatorio ecuatorial en Penllergare Valley Woods para su decimosexto cumpleaños. Esta construcción del observatorio fue un asunto de familia, como describió el evento en una carta de 1851 a su padre:
Coloqué la primera piedra del observatorio hoy, 7 de julio. Cuando el abuelo y la abuela estuvieron aquí el sábado, se lo dijimos y tuvieron la amabilidad de venir aquí hoy y ver cómo se colocaba la primera piedra; así que fuimos en procesión al lugar; ya habían puesto una piedra y después de que yo puse la primera piedra [mis hermanas menores] Emma puso la segunda y Elinor la tercera, lo cual estuvo muy encantada de hacer. 

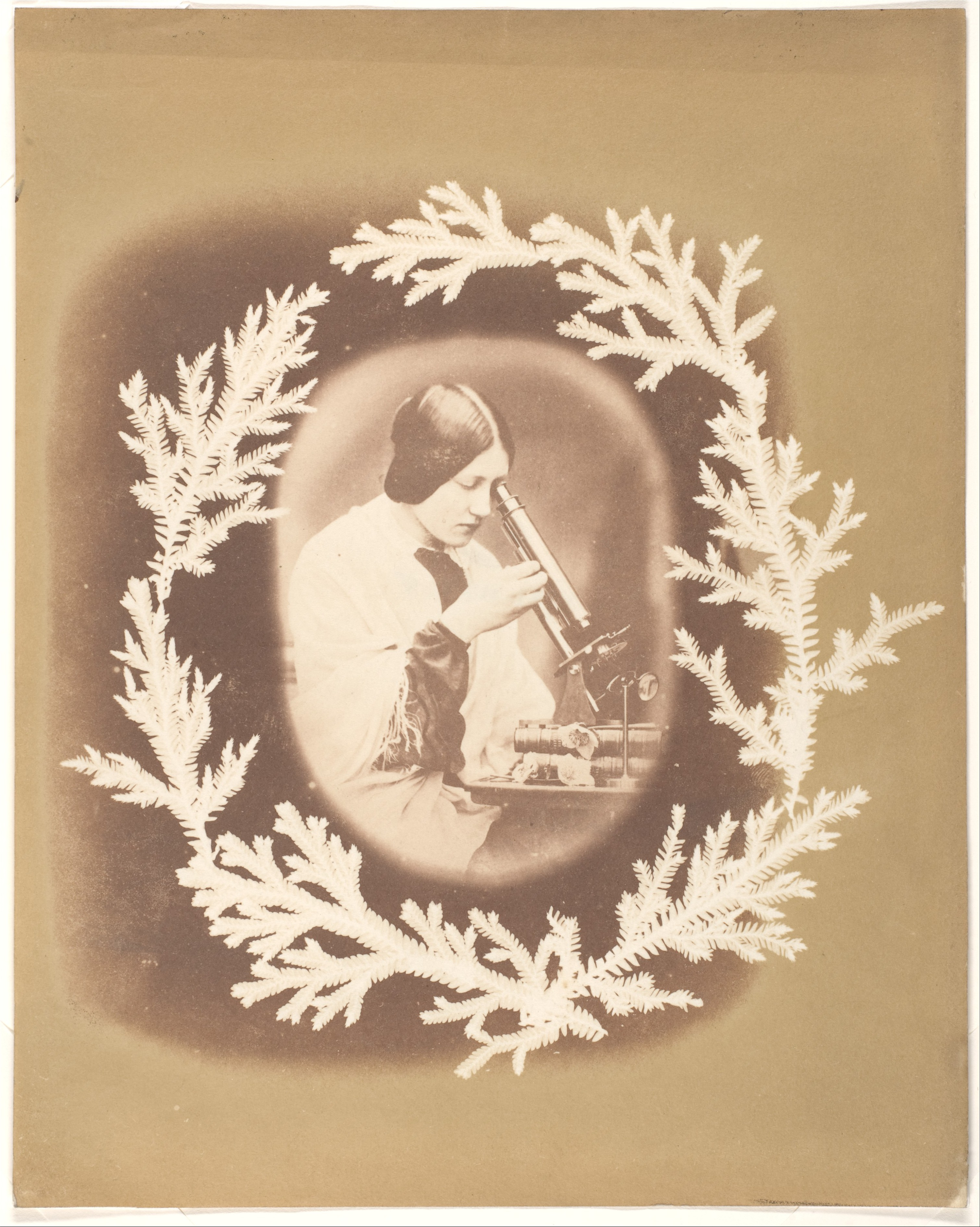
Thereza Dillwyn Llewelyn usando un microscopio, tomada por su padre, John Dillwyn Llewelyn.

Colaboró además con su padre en una serie de experimentos astrofotográficos, incluida la producción de algunas de las primeras fotografías de la luna a mediados de la década de 1850. Más tarde recordó que "dado que la luz de la luna requiere una exposición mucho más prolongada, era asunto mío mantener el telescopio en movimiento constante ya que no había acción de relojería". También desarrollaron un medio para fotografiar cristales de nieve.
Su colaboración también se extendió a la meteorología, ya que contribuyeron al mantenimiento y monitoreo de las estaciones meteorológicas voluntarias de la Asociación Británica de Ciencias. Thereza Llewelyn manejaba los registros meteorológicos y quería presentar sus observaciones en persona en una reunión de la Asociación lo que su padre no le permitió.
Una de las fotografías de John Dillwyn Llewelyn de su hija, tomada alrededor de 1854, tiene un fotograma de helechos como un borde de viñeta en lugar de los bordes de encaje, tinta y acuarela o recortes de papel que eran comunes en ese momento.  Llewelyn adoptó también este método decorativo para al menos una de sus fotografías de su hermana, Elinor.
Además de la fotografía, compiló un herbario y escribió un informe que se leyó en la Linnean Society en 1857.
En 1858 Thereza Llewelyn pudo haber observado el cometa Donati antes de que el astrónomo italiano lo anunciara oficialmente.
Después de su matrimonio con Maskelyne, los dos colaboraron en experimentos de química y fotografía.
En 1874, mantuvo correspondencia con Charles Darwin en las páginas de Nature sobre sus observaciones de pájaros que muerden flores para comer néctar.

## Premios y reconocimientos
- En 2012, la Biblioteca Británica adquirió el archivo fotográfico Dillwyn Llewelyn/Story Maskelyne, que incluye una selección de diarios, memorias y fotografías de Thereza.[16]